# Břeclav
Břeclav (AFI: ˈbr̝ɛtslaf; en alemán: Lundenburg) es una ciudad en la región de Moravia del Sur, República checa, aproximadamente a 55 km al sudeste de Brno. Está situada en la frontera con Baja Austria junto al río Dyje. La ciudad de gran tamaño más próxima en territorio austriaco es Hohenau an der March. Břeclav también se sitúa a 10 km al noroeste de la frontera eslovaca en Kúty.

## Historia

### Pohansko
En torno a la ciudad se ha descubierto que varias localidades eran asentamientos prehistóricos. De éstos, el más importante es el llamado Pohansko (que significa '(lugar) pagano') al sudeste de la ciudad, que se convirtió en un  grad importante en la tiempos de la Gran Moravia. En el siglo X fue abandonada. Actualmente existe un yacimiento arqueológico con una exhibición.

### Castillo de Břeclav
En el siglo XI el duque Wradislao I construyó un castillo fronterizo del que tomó su nombre (en checo, Břetislav → Břeclav). El castillo fue uno de los centros de la administración ducal en la Moravia medieval, para convertirse posteriormente en una casa señorial. La Casa de los Zerotin lo reconstruyó en estilo renacentista. En 1638 la Casa de Liechtenstein lo ganó, pero la familia no llegó a residir en él y a principios del siglo XIX lo reconstruyeron como ruinas artificiales como parte del complejo naturo-cultural de Lednice-Valtice.

### Ciudad
Originariamente existía un mercado en las proximidades del castillo que fue destruido en el siglo XV y que posteriormente fue refundado más cerca del castillo (que se encuentra en lo que actualmente es el centro de la ciudad). Desde entonces, el lugar original se ha llamado Antiguo Břeclav (Stará Břeclav). Ambos, el mercado nuevo de la ciudad y la villa del Antiguo Břeclav, fueron gravemente dañados en batallas durante el siglo XVII.
La apertura del tren a Viena y Brno en 1839 (y la posterior ampliación a empalme ferroviario) representó un importante evento que llevó industrialización y un crecimiento de la población: de 2.952 habitantes (Břeclav y el Antiguo Břeclav juntos) en 1834 a 13.689 en 1930. Como consecuencia, Břeclav adquirió el estatus de ciudad (1872), convirtiéndose en sede judicial (1850) y política (1949) de 'okres' o distrito. En 1919, tres municipalidades se unieron  (Břeclav, Antiguo Břeclav  y la Municipalidad Judía de Břeclav); en 1974 se unieron otras dos - Poštorná y Charvátská Nová Ve (ambas formaban parte de la Baja Austria hasta el Tratado de Saint-Germain-en-Laye en 1920). Entre los Acuerdos de Múnich en 1938 y el fin de la Segunda Guerra Mundial en Europa en 1945, Břeclav fue parte de la Alemania nazi, aunque la mayor parte de la población era checa. Los judíos locales (4.3% en 1930) y los alemanes (11.6%), fueron expulsados durante y el final de la Segunda Guerra Mundial.

## Transporte
Hoy en día, Břeclav es un nudo importante en la red de ferrocarril (primer empalme ferroviario en el Imperio austrohúngaro). Aquí se encuentra la intersección de las rutas desde y hacia Brno - Praga, Ostrava - Cracovia/Katowice (Polonia), Kúty - Bratislava (Eslovaquia) y Hohenau an der March - Viena (Austria)

## Puntos de interés turístico
- Un castillo renacentista del siglo XVI con una arcada en el patio. Durante la primera mitad del siglo XIX fue completamente reconstruido como ruinas artificiales neogóticas.
- La iglesia parroquial de San Wenceslao en la Plaza Masaryk - un edificio contemporáneo construido entre 1992 y 1995 en el lugar en el que se encontraba uno en estilo barroco destruido durante la Segunda Guerra Mundial.
- Sinagoga - edificio neorrománico construido en 1868 con elementos neoárabes en su interior. Actualmente forma parte del museo de la ciudad.
- Iglesia parroquial de Santa María en Poštorná - una construcción neogótica única con una cúpula, construida entre 1895 y 1898 usando ladrillos especiales de una fábrica local.
- El cementerio judío con tumbas desde el siglo XVIII y una morgue neogótica de 1892.
- La capilla de la Resurrección de 1875 en la zona del antiguo cementerio en la calle Sovadina.

Cerca de la estación se encuentran:
- La capilla de San Roque (enfrente del gymnasium o escuela de educación secundaria) construida en 1892 en memoria de una epidemia de cólera.
- La capilla de San Cirilo y Metodio (en un parque enfrente de la estación) construido entre 1853 y 1856 en memoria del señor local, el Príncipe de Liechtenstein. Sirvió como lugar de culto para la parroquia católica antes de la construcción de San Wenceslao.

En los alrededores:
- El yacimiento arqueológico de Pohansko, de los tiempos de la Gran Moravia.
- El Paisaje Cultural de Lednice-Valtice que es Patrimonio de la Humanidad de la UNESCO desde 1996.

## Galería

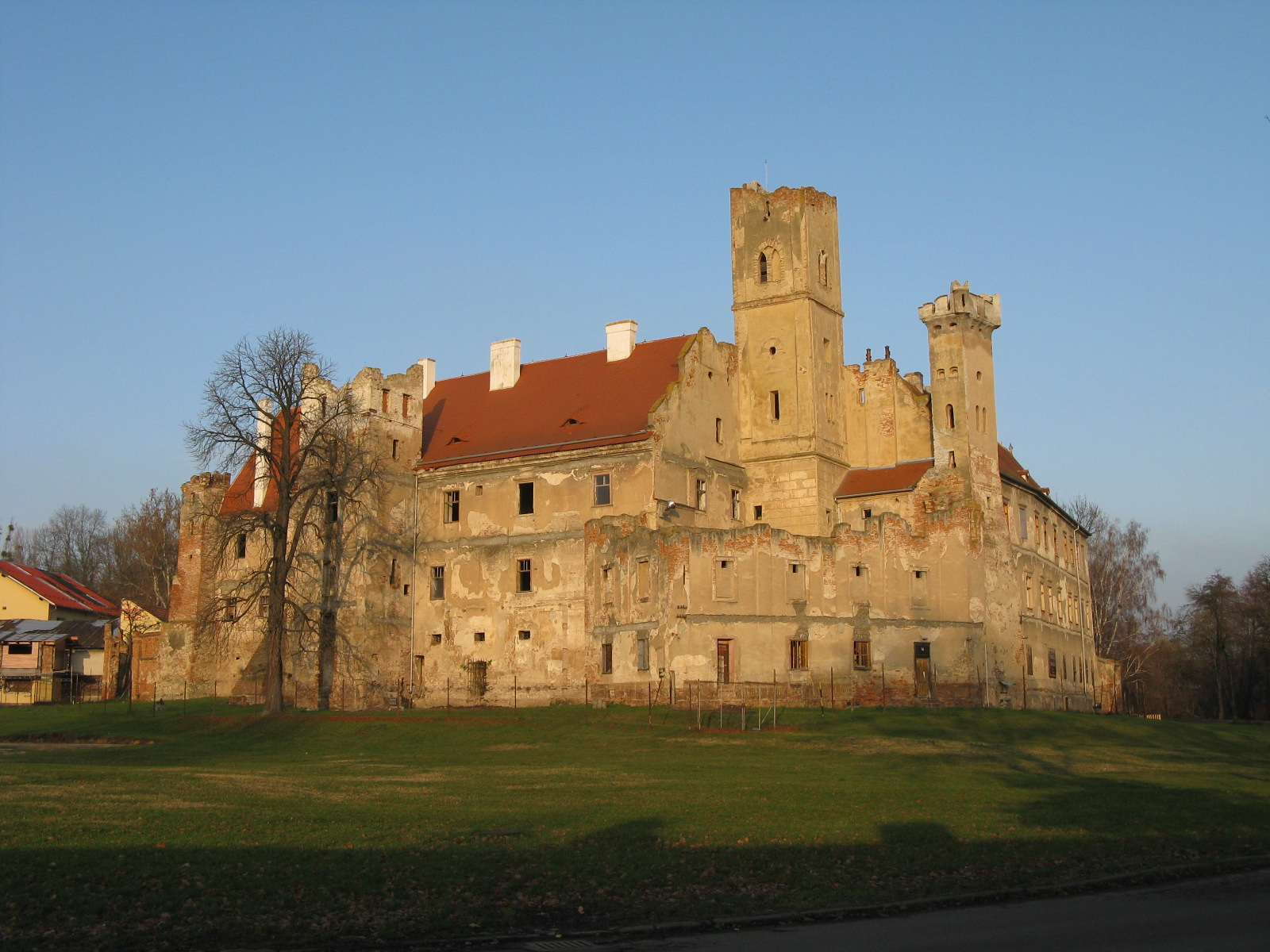
Castillo de Břeclav
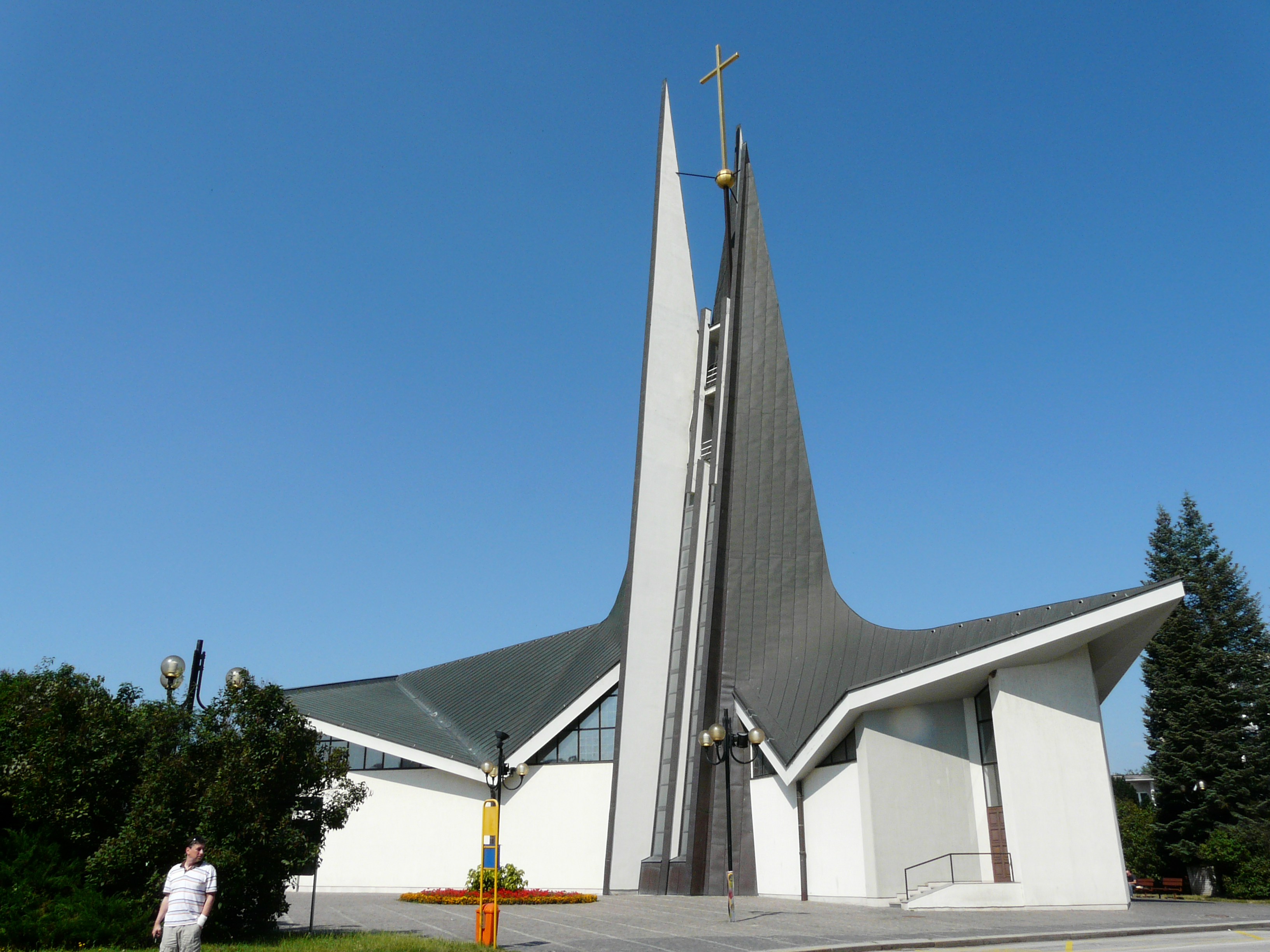
Iglesia de San Wenceslao
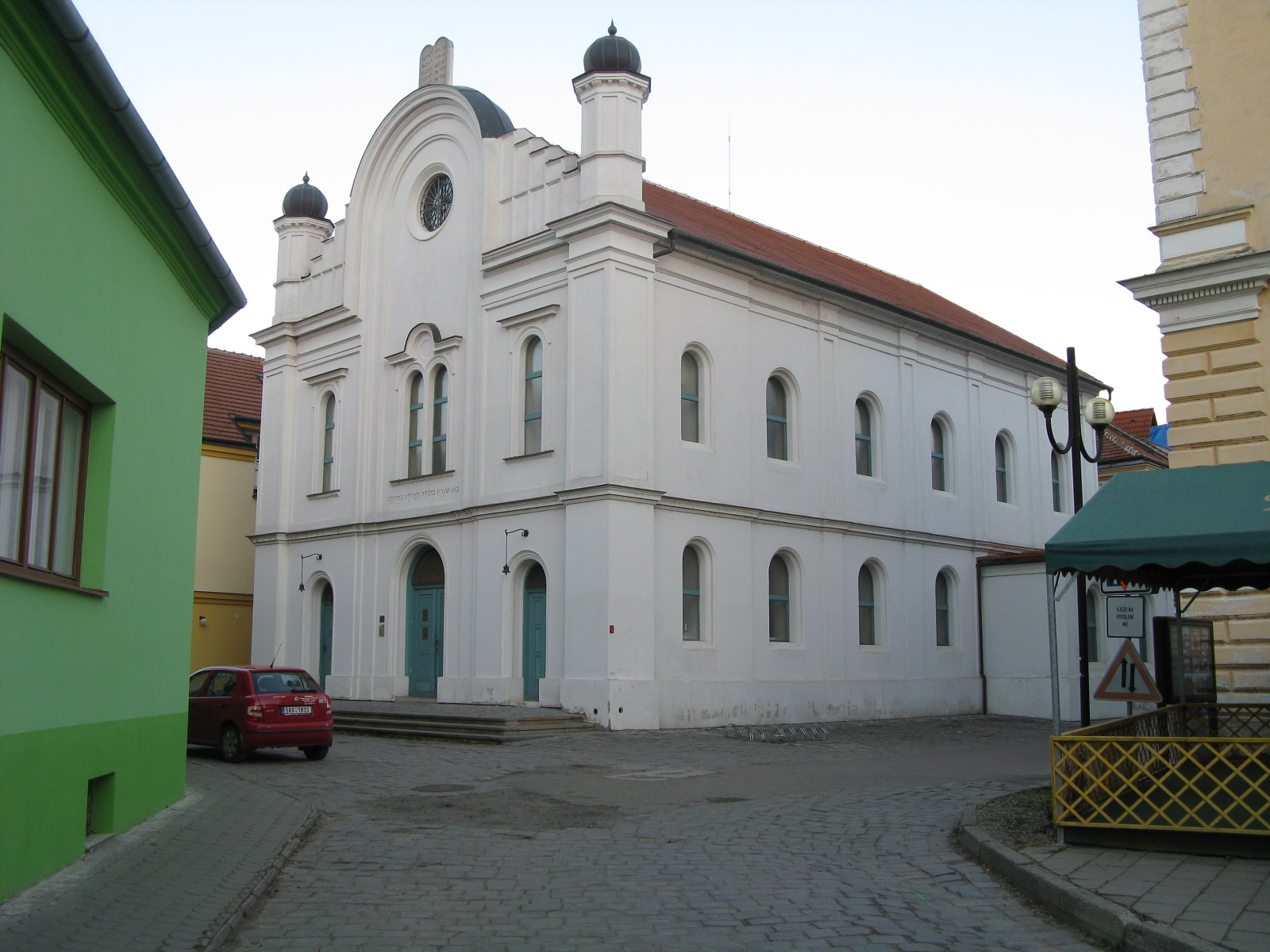
(Antigua) sinagoga
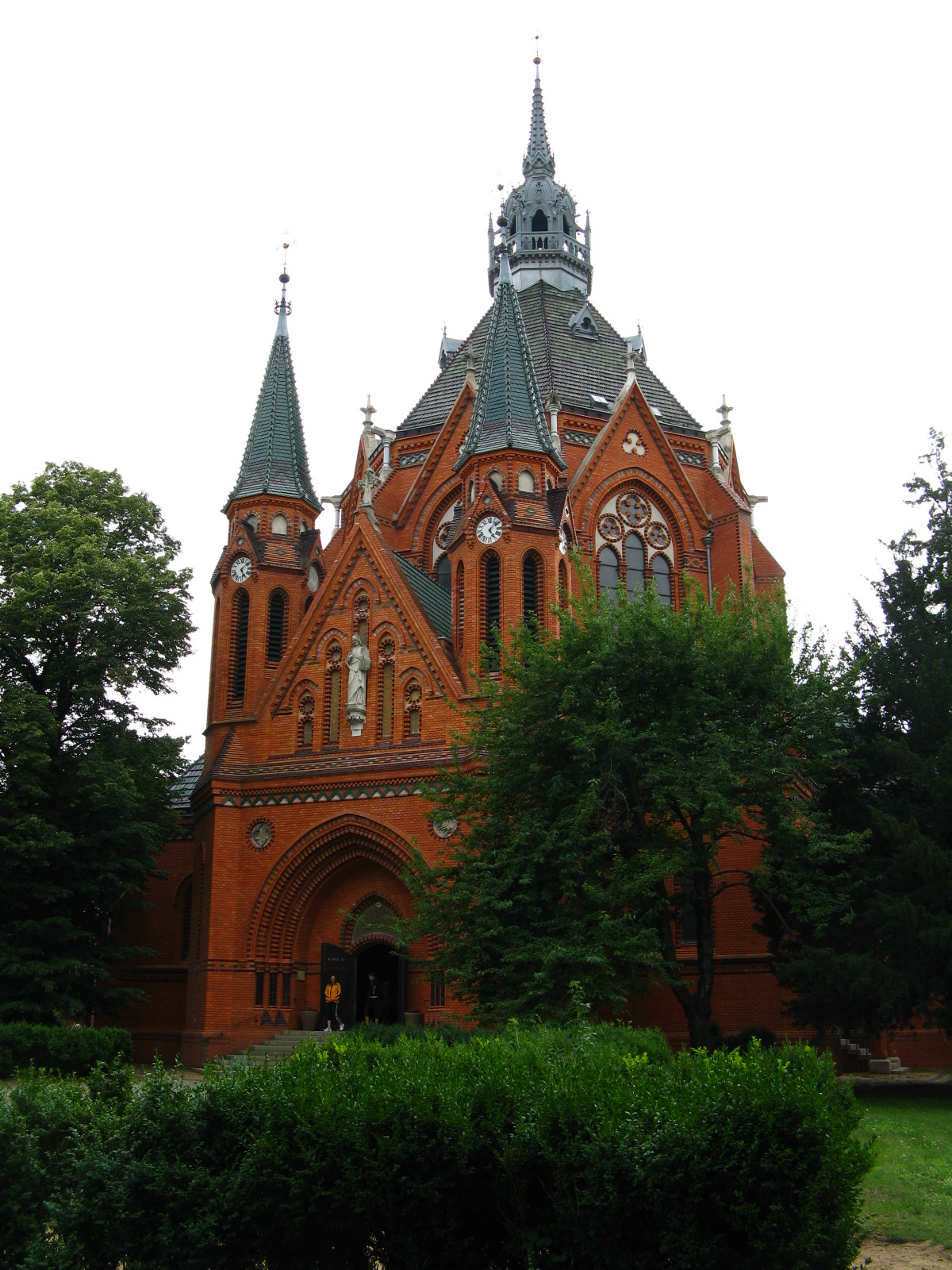
La iglesia de Nuestra Señora en Poštorná
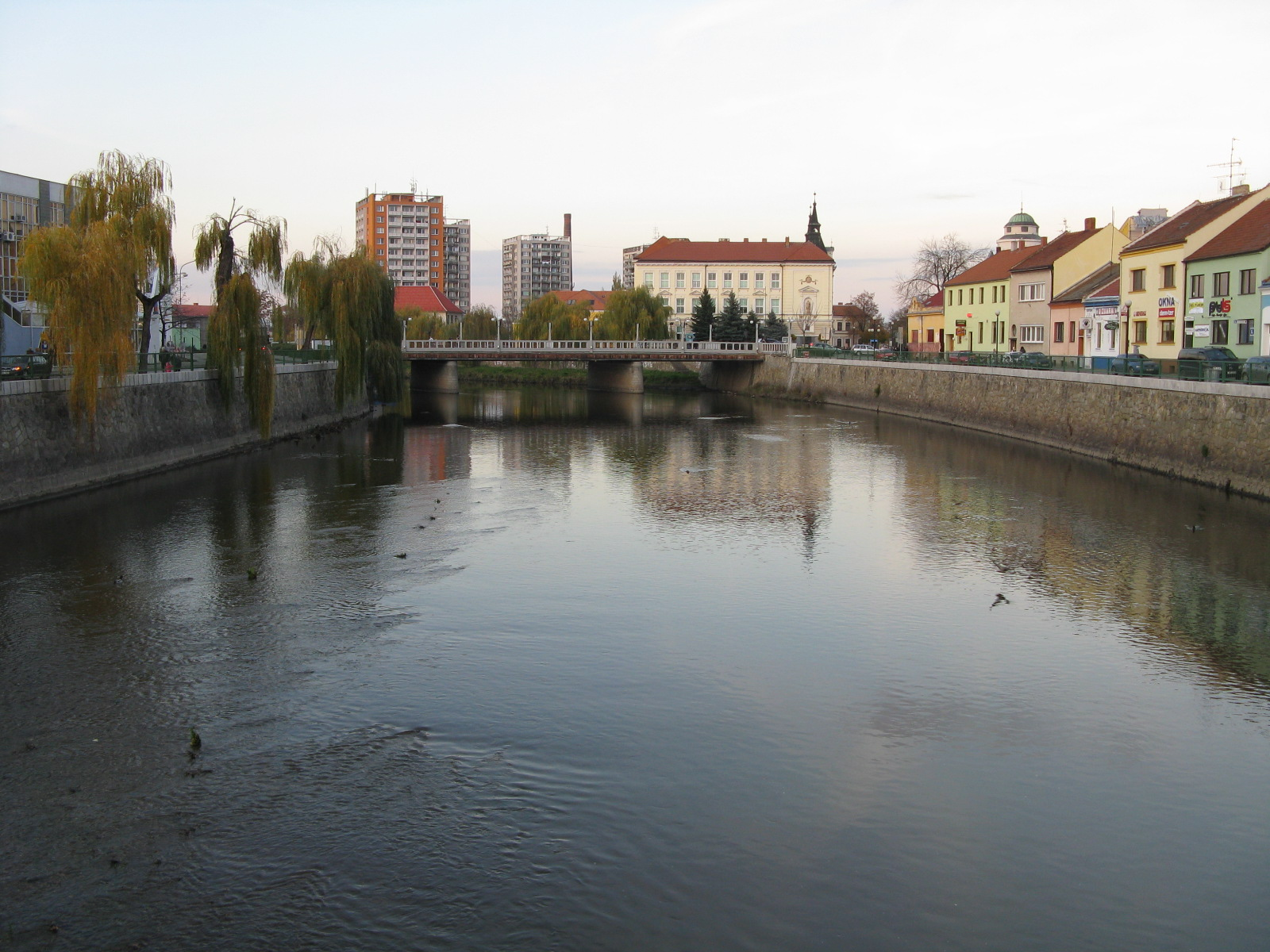
El río Dyje en el centro de la ciudad
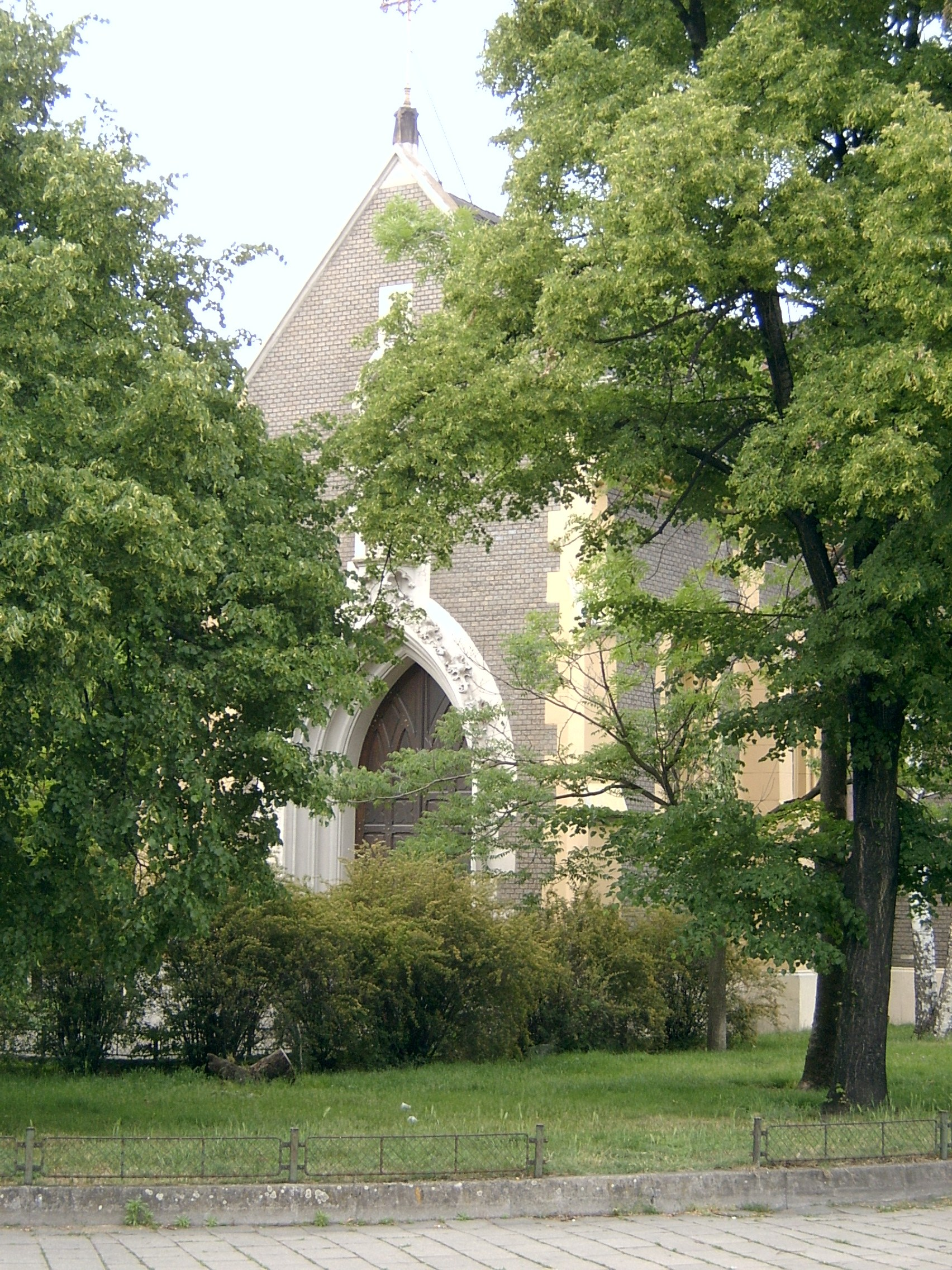
Capilla de San Cirilo y Metodio
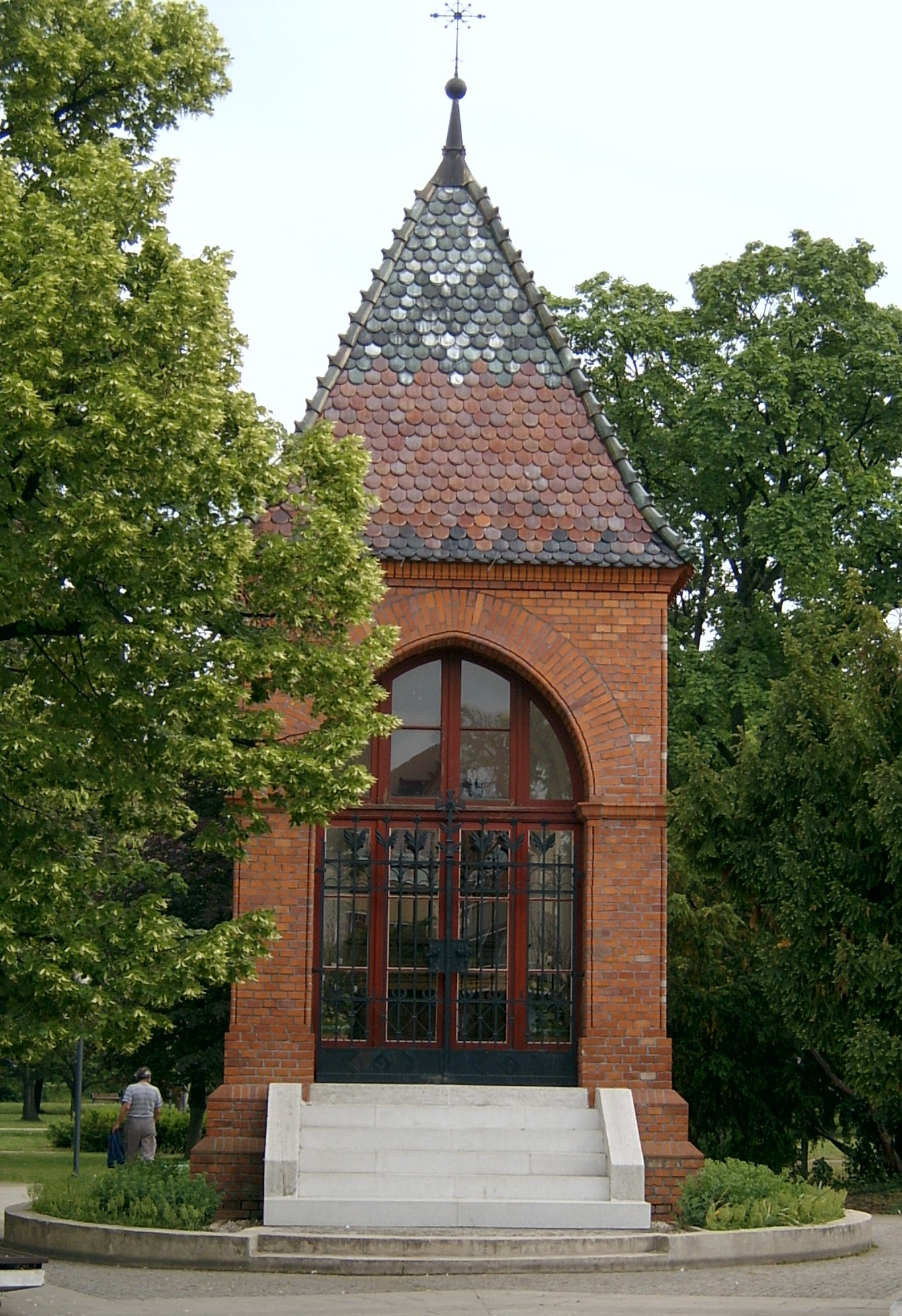
Capilla de San Roque
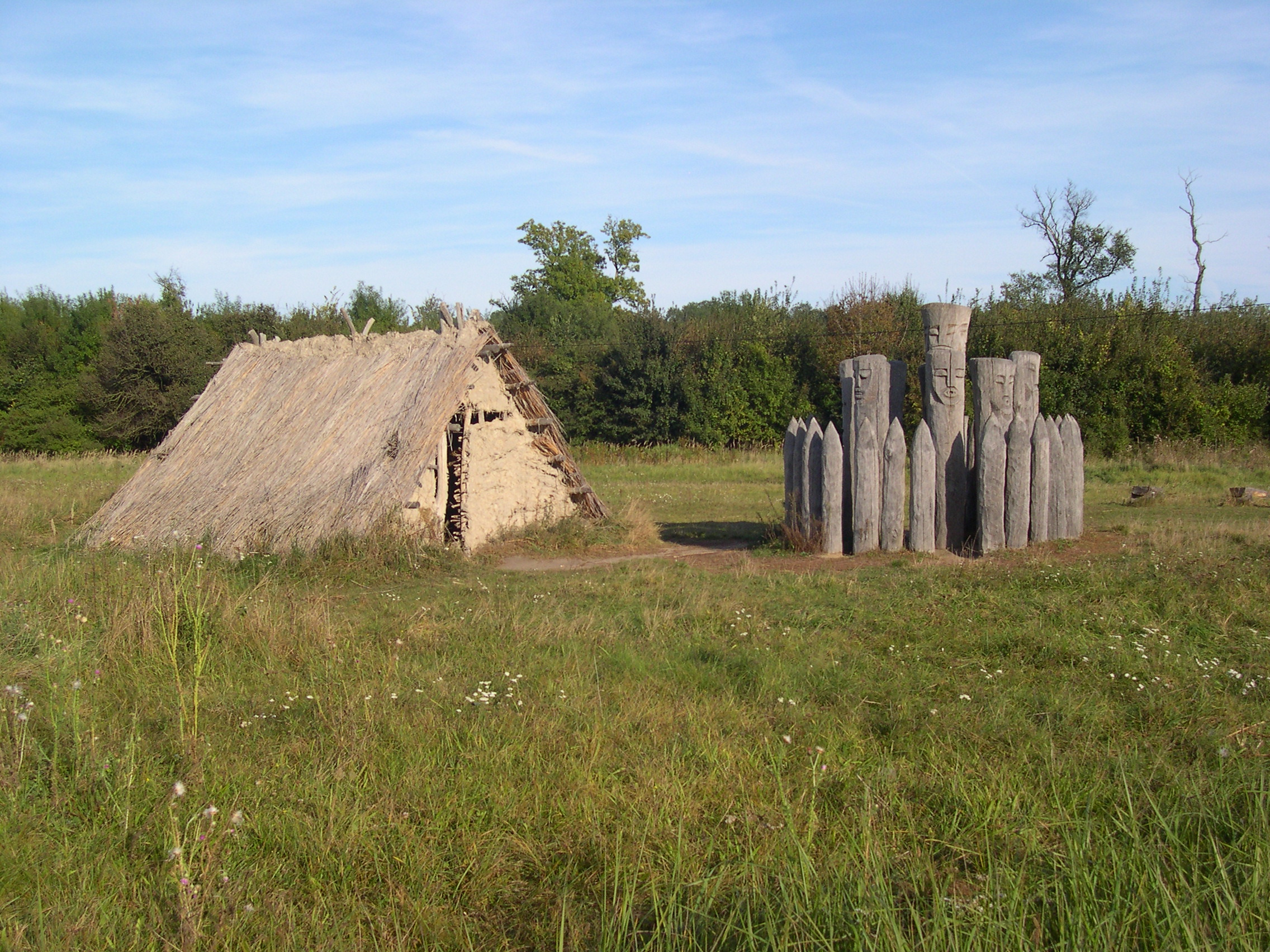
Yacimiento arqueológico de Pohansko

## Relaciones internacionales

### Ciudades Gemelas - Hermanas
Břeclav está hermanada con:
- Zwentendorf, Austria
- Trnava, Eslovaquia
- Brezová pod Bradlom, Eslovaquia
- Andrychów, Polonia
- Šentjernej, Eslovenia
- Nový Bor, República Checa

## Fuente
- Datos: Q581478
- Multimedia: Břeclav / Q581478